# Разграбване на Прато
Под разграбване на Прато (на итал. Sacco di Prato) се има предвид нападението над тосканския град Прато от испанската армия, водена от Раймондо де Кардона на 29 август 1512 г. Около 6000 граждани на града загиват, а много други са подложени на насилие или са изпратени в затвора. Окупацията продължава от 29 август до втората половина на септември 1512 г. Това е факт от забележително значение, не толкова за мащаба на клането, което също е едно от най-жестоките за века в Италия, а защото, като демонстрация на сила срещу близката Флорентинска република и бунт срещу Медичите, това е прелюдия към събитията, които определят съдбата на една от най-богатите и могъщи републики на времето в Италия.

## Прато и Флорентинската република през XVI век
Епохата на Лоренцо Великолепни (от 1469 до 1492 г.) е епоха на мир, просперитет и големи културни постижения за флорентинската власт. Флоренция се превръща в един от най-изисканите центрове в Италия и Европа, изнасяйки култура и знания в другите центрове на полуострова благодарение на своите художници.
Със смъртта на Лоренцо започва период на криза, доминиран от фигурата на Джироламо Савонарола, който след изгонването на Пиеро Злочестия (най-големият син на Лоренцо) възстановява републиката и създава държава с теократично вдъхновение. Междувременно другият син на Лоренцо Великолепни, Джовани, е кардинал и отговаря за град Прато (той е бъдещият папа Лъв X от 1513 г.).
През 1512 г. французите на Луи XII са победени от Свещената лига – коалиция, създадена от папа Юлий II с Фердинанд II Арагонски и венецианците, и това събитие е благоприятна възможност за Медичите да се върнат във Флоренция с подкрепата на Испания и на папата. Всъщност връщането на Медичите във Флоренция, след това възстановена като република под ръководството на Пиер Содерини, е решено на конгреса в Мантуа през август 1512 г. Поради тази причина папа Юлий II решава да накара испанците да се намесят, за да помогнат на господарите на Флоренция, също и за да отмъстят на събора в Пиза, организиран срещу него година по-рано на територията на Флоренция.
Флорентинските граждани, които знаят за пристигането на испанците, решават да подготвят защитата си и да предупредят и снабдят добре и жителите на Прато, предвид че техният град също е в опасност. Още на 30 юли 1512 г. има новини за заплахата, но не е известно по кой точно път ще поемат испанците. Междувременно нунции са изпратени при вицекраля, за да се опитат да го накарат да се откаже от това начинание; на 21 август 1512 г. Диечи ди Балия (извънредната магистратура на Флоренция) пише до кмета на Прато, за да го предупреди за това, което предстои да се случи.

## 29 август 1512 г.
На 27 август 1512 г. испанските войски атакуват малкото градче Кампи Бизенцио, убивайки около четиридесет души. 
На 29 август 1512 г. те пристигат пред портите на Прато. Следобед атакуват стените и Порта Меркатале, но не успяват да отворят никакви пробиви. След това те се съсредоточава върху Порта Серальо (наречена Порта на мъката през XVI век) и успяват да пробият; но жителите на Прато, все още готови и изпълнени с надежда, се събират пред портата и успяват да попречат на враговете да влязат. След това армията променя тактиката: вместо да отвори пробив, тя се опитва да пробие стените наблизо, удряйки ги около 48 часа с две оръдия и накрая нанасяйки достатъчно щети, за да ги прекатери. Тази техника е ефективна и испанците проникват в ужасения град: войниците на града, осъзнали своята недостатъчност, вече са започнали да бягат. 
Испанците за много кратко време са господари на град, в който убиват всеки гражданин, който им се изпречи пред очите. Въпреки че испанците са много религиозни, те първо започват с разграбване на църкви и манастири, където намират много богатства. Хората са убити във всяка църква в Прато, с изключение на Сант Агостино и Сан Доменико. На 29 август 1512 г. в 18 часа Прато е вече в ръцете на испанската армия. Според общоприетото мнение на гражданите на Прато испанските редици наброяват около 14 000 пехота, 1000 войници и 1500 кавалеристи, но има противоречиви мнения относно тези числа.

### Прато по време на разграбването
Гражданите на Прато нямат пътища за бягство, тъй като многото порти на града са зазидани и градът е непрекъснато охраняван от армията. В деня, в който градът е превзет, Джовани де Медичи влиза триумфално. В този момент градът прилича на гробище, кардиналът напълно е забравил, че това е градът, който е отворил църковния път за него и на който той се титулува като кардинал.
Големите кланета се извършват в църквите, където гражданите на Прато се събират с надеждата, че ще бъдат безопасно място. Говори се, че в църквата Свети Стефано, където се е събрал най-много хора, свещеник, раздразнен от ругатните и заплахите на испанците, отворил вратите, надявайки се да смили войниците, но за съжаление това не се случило, а нашествениците избили всички, намерили убежище в църквата. Това се случва и в църквите Сан Доменико и Сан Франческо.
Испанската армия прави няколко атаки по време на разграбването, а пратеникът, когато пристигна в Прато, има впечатлението, че армията, която трябва да защитава града, не е армия, а маса селяни. В писмата си пратеникът също така обяснява, че това негово заключение идва от виждане на телата на мъртви войници: „Всички мъртви, които съм видял, са били селяни и не съм видял нито един, който да прилича на войник.” Това ни кара да разберем кой е бил там в онези дни, за да защити града от много по-многобройна, калена в битки и организирана армия от тяхната. Подестът и комисарите на града се скриват на сигурно място в крепостта и са открити от испанците, и взети в плен. Подестът се опитва да избяга, но отново е пленен. 
Разграбването на Прато продължава 21 дни, в които испанците измъчват и убиват около 6000 души. Останалите жители на Прато, които са останали живи, са затворени и държани затворници в града, на пленените граждани също са наложени награди от 30 до 50 000 флорина. Испанската армия напуска града на 19 септември 1512 г., като взема със себе си затворниците, т.е. жители на Прато, които не са платили въведените икономически данъци. Някои от затворниците са продадени, други затворени в Мантуа, Болоня и Модена.

### Очевидец
Важно свидетелство за разграбването на Прато достига до нас от Андреа Бокинери, роден в Прато през 1494 г., който разказва за събитията, преживени по време на разграбването и затварянето му. Заедно със своя девер Пиеро Тани той пада в плен на испанците на 29 август. За двамата мъже е определен откуп от 1000 дуката и баща им Герардо отива във Флоренция, за да се опита да спечели пари и по този начин да достигне исканата сума; докато чакат завръщането му, Андреа и  девер му са „вързани за пръчка за гърлото, ръцете и краката “ в църквата Свети Доменико. На 19 септември те са прехвърлени в Каленцано и оттук в Барберино, оковани във вериги, лишени от храна и изложени на студа и лошото време. В Болоня те са продадени на Франческо Фрескобалди, флорентински комисар на папа Юлий II, който се надява да получи първоначалните 1000 дуката, предназначени за затворниците; когато осъзнава, че парите пристигат бавно, той започва да малтретира двамата и в крайна сметка ги продава обратно на испанците.
Междувременно Пиеро Тани, изпитан от претърпените превратности, е освободен почти на смъртно легло, а баща му Герардо, който се завръща да откупи сина си и девер му, е лишен от сумата и хвърлен в затвора заедно със сина си. Заключени в замък близо до Сасуоло, двамата се опитват няколко пъти да убият своя тъмничар, като успяват едва след шест месеца плен.
На 12 февруари 1512 г. те се завръщат в Прато, където са посрещнати от семейството, което вече е загубило надежда да ги види отново, целият град отива в къщата на двамата нещастници, за да чуе историята за онези ужасни дни на плен. На 26 ноември 1513 г. Андреа се жени за Катерина, жена, за която се е сгодил няколко дни преди разграбването. Бокинери заявява, че не иска да дава допълнителни разяснения за случилото се, но че „тези, които желаят да видят нарисувана злощастната история на тези трима затворници“, могат да отидат до базиликата Санта Мария деле Карчери, където под органа има панел, разделен на повече изображения, изобразяващи тези събития; друг панел се намира пък в църквата Света Анна.

## Литературни доказателства
Разграбването на Прато е събитие, което дълбоко белязва не само населението на Прато, но и различни автори на италианската литература. Франческо Гуичардини е един от тях. През 1511 г. той е изпратен в Испания като флорентински посланик в двора на Фердинанд Католика. От този престой до нас достига доклад за Испания, от който излиза точно социално-икономическо описание на обществото и Испански пейзаж и т. нар. беседа от Логроньо: остър размисъл върху институциите на Флоренция, изразен в атмосферата на напрежение, предшестваща обсадата на флорентинската крепост Прато в края на август 1512 г. и последвалото падане на републиката със завръщането на града на Медичите. Разграбването се споменава и от Гуачардини в Della istoria d'Italia, където той разказва как испанската армия навлиза в Прато и го разграбва насилствено.
Николо Макиавели споменава инцидента в писмо от 16 септември 1512 г., в което авторът, базирайки се на историята на бежанците, говори за четири хиляди убити души и за изнасилвания и светотатства срещу жени и свещени места. Историкът Винсент Лучани потвърждава, че Гуичардини, говорейки за испанците, „просто сдържа възмущението си от тяхната жестокост по време на разграбването на Прато (1512 г.) и това на Рим (1527 г.), където тяхната необузданост не зачиташе различията по пол, възраст или облекло.“
Валентина Гало подчертава как в творбата на писателя Джовани ди Бернардо Ручелай Rosmunda прозира силен реализъм в описанието на разграбването на Прато. Несъмнено авторът е повлиян от това скорошно събитие; избира женската гледна точка, тази на Розмунда, за да опише „нарушената телесност, животниският грабеж, което дублира и усилва топоса на непогребани тела за храна на зверовете, опустошението на разграбването и ясно изважда наявената личност, дивоto опустошение, възмущението от непогребаните мъртви. Ручелай в своята поема е в хармония с историята“.

## Прато след разграбването
След 21 дни на насилие и варварство Прато отново се оказва под контрола на семейство Медичи. Тези два фактора и сериозната чума предизвикат период на силен икономически, политически и социален застой в града.
На 21 септември 1512 г. комисар Герарди пише на Синьорията, че след заминаването на испанците липсват около 200 затворници, но Модести казва, че има поне 500 затворници, тези заложници са отведени, докато не бъде изплатена награда.
След разграбването жителите на града нямат основните нужди, за да оцелеят, поради тази причина комисарят Герарди решава да принуди Флоренция и всички останали територии на Синьорията да препродадат стоките, които са закупили от жителите на града по време на разграбването, на цената, на която ги бяха купили, но тази забрана не се спазва от много от околните градове. Всъщност в книгите на Канцлерството на Прато има само имената на две общини, които са върнали активите на техните законни собственици: Фиренцуола и Пистоя. Друг град, който помага на Прато, е Лука, който изпраща жито и 500 златни дуката.
В периода след разграбването не са построени нови сгради, но съществуващите са преструктурирани, освен това демографският спад, причинен от чумата, прави възможно разрушаването на старите къщи, за да се създадат или разширят площади като Пиаца дел Думо (катедралният площад) и Пиаца „Сан Франческо“.
През 1536 г. Козимо де Медичи, като се има предвид лекотата, с която испанците успяват да влязат в Прато, възлага на архитекта Антонио да Сангало Младия да проектира шест бастиона, включително този на Сан Джусто и този на Санта Тринита, които все още съществуват; разходите за тези конструкции са изцяло поети от населението на Прато. През 1574 г. Франческо I деи Медичи възстановява неизползваните крепостни стени от архитекта Бернардо Буонталенти.
През следващите години сред населението на Прато се развива и задълбочава силно религиозно чувство, насочено към култа към Мадоната; светилищата, посветени на нея, са построени на местата, където се смята, че Мадоната е извършила своите чудеса, пример е Светилището на Мадона на помощта, построено на едноименния площад.
След това събитие историците дискутират много за броя на войниците, които защитават Прато, и Бонакорси прави някои грешки, например той казва, че е имало 4000 войници, но се знае от подеста Джован Батиста Гуачардини и от пратеника на флорентинците, че войниците всъщност са били около 2000. 
В продължение на 12 години различни данъчни имунитети са предоставени в Прато, докато данъците върху виното, месарството и кожата са наложени в полза на жителите на града. Освен това за следващите 14 години населението разполага с 40 000 дуката, за да осигури раздаването на зърно, вино и пари на най-нуждаещите се.
Така поетът от Прато Антонио Карадори, в своята непубликувана поема La Rocca dei Dagomari, говори за клането: „...Тогава свирепи/ испански орди, като буря, / нападнаха Прато и неговите улици / На вой, на кланета и на необичайни неща /  позорна империя...“.